# Petkovac (Novi Grad)
Petkovac (szerbül: Петковац), falu Bosznia-Hercegovinában, Bosanska krajina területén, Novi Grad községben, a Szerb Köztársaságban. 

## Fekvése
Bosznia-Hercegovina nyugati részén, Banja Lukától légvonalban 62, közúton 75 km-re északnyugatra, községközpontjától légvonalban 9, közúton 11 km-re keletre, a Szana-folyó északi partján és a tőle északra fekvő dombvidéken, 125 – 370 méteres tengerszint feletti magasságban fekszik. Több, kis településből áll. Áthalad rajta a Novi Grad – Banja Luka főútvonal és a vasútvonal. A település területén található az azonos nevű tó. A tavat az 1 kilométerre lévő, azonos nevű gipszbánya anyagának lerakásával hozták létre. Körülbelül 20 méter mély.

## Népessége
| Nemzetiségi csoport | Népesség 1991 | Népesség 2013 |
| ------------------- | ------------- | ------------- |
| Szerb               | 218           | 205           |
| Bosnyák             | 0             | 0             |
| Horvát              | 0             | 2             |
| Jugoszláv           | 8             | 0             |
| Egyéb               | 1             | 0             |
| Összesen            | 227           | 207           |

## Története
A település 1878-ig tartozott az Oszmán Birodalomhoz, ekkor a berlini kongresszus határozata alapján az Osztrák-Magyar Monarchia része lett. 1879-ben az első osztrák-magyar népszámlálás során Novi község részeként a településnek 17 háztartása és 109 ortodox szerb lakosa volt.1910-ben a Novi járásba tartozó községben 47 háztartást és 327 ortodox szerb lakost találtak.
A monarchia szétesésével 1918-ben előbb a Szerb-Horvát-Szlovén Királyság, majd 1929-től a Jugoszláv Királyság része. 1921-ben a községnek 51 háztartása és 354 lakosa volt. Jugoszlávia megszállása után a falu a Független Horvát Állam (NDH) része lett. 1945-től a település a szocialista Jugoszlávia része volt. A Bosznia-Hercegovinában zajló polgárháború idején a település a Boszniai Szerb Köztársaság része volt. A daytoni békeszerződést követő területfelosztásnál a település, Novi Grad község részeként a Szerb Köztársaság területéhez került.

## Nevezetességei
A Petkovaci-tó a múlt század hetvenes éveinek végén keletkezett, amikor az akkori „Japra” bányászati cég két domb között egy közeli bánya zagyvájával duzzasztotta fel a Petkovačka rijeka patak vizét. Ezt az érdekes mesterséges gátat a mintegy egy kilométerre fekvő petkovaci bányából származó gipsz kitermelése során nyert anyagból építették. Sokan úgy gondolják, hogy a Petkovaci-tó remek turisztikai lehetőség lenne a novi gradiak számára, de a környéke jelenleg elhanyagolt, a vízhez főleg nehezen járható erdei és horgászösvényeken keresztül lehet eljutni.